# Waldemar Mrozek
Waldemar Mrozek (ur. 18 września 1963 w Tczewie) – polski lekkoatleta, wieloboista, halowy mistrz Polski, reprezentant Polski.

## Kariera sportowa
Był zawodnikiem Lechii Gdańsk i Zawiszy Bydgoszcz.
W halowych mistrzostwach Polski seniorów wywalczył trzy medale: złoty w siedmioboju w 1990, srebrny w ośmioboju w 1989 i srebrny w siedmioboju w 1991. Najbliżej medalu na mistrzostwach Polski seniorów na otwartym stadionie był w 1989, kiedy to zajął 4. miejsce w dziesięcioboju, w tej samej konkurencji był 7. w 1988. 
Reprezentował Polskę w zawodach Grupy A Pucharu Europy w wielobojach, zajmując w 1989 28. miejsce, z wynikiem 6447.
Rekord życiowy w dziesięcioboju: 7506 (25.06.1989), w siedmioboju w hali: 5630 (18.02.1990).